# Holštejn
Obec Holštejn (dříve též Holštýn) se nachází v okrese Blansko v Jihomoravském kraji, v Holštejnském údolí asi 11 km severovýchodně od Blanska. Žije zde 165 obyvatel.

## Historie
Dnešní ves vznikla roku 1791 z panského dvora.

## Obyvatelstvo
Pří posledním sčítání lidu 2011 bylo v Holštejnu zjištěno 153 obyvatel. K 1.1. 2020 dosáhl Holštejn počtu obyvatel 156. Svého největšího počtu obyvatel Holštejn dosáhl při sčítání lidu roku 1910, kdy jich měl 260.
| 1910 | 1921 | 1930 | 1950 | 1961 | 1970 | 1980 | 1991 | 2001 | 2011 | 2020 |
| ---- | ---- | ---- | ---- | ---- | ---- | ---- | ---- | ---- | ---- | ---- |
| 260  | 240  | 211  | 220  | 223  | 226  | 211  | 158  | 151  | 148  | 156  |

## Pamětihodnosti
- Zukalův mlýn jako poslední stavba, zachovaná z původní osady, která se nacházela v podhradí hradu
- zřícenina hradu Holštejn ze 13. století
- jeskyně Lidomorna, Holštejnská jeskyně, Nová Rasovna
- propadání Bílé vody – Nová Rasovna

## Osobnosti
- Josef Korčák (1921–2008), český komunistický politik

## Jeskyně
Obec se nachází v severovýchodní části CHKO Moravský kras, proto se v jejím okolí nachází mnoho krasových jevů, především jeskyní. Nejdůležitější jeskyně se nachází v suchém krasovém údolí mezi Holštejnem a Ostrovem u Macochy. Jsou to jeskyně: Lidomorna, Nová Rasovna, Stará Rasovna, Spirálka, Piková dáma, Třináctka, Michálka. Poblíž obce se dále nacházejí jeskyně Holštejnská, V Bučí, Osmašedesátka a Plánivy. Jeskyně označené kurzívou jsou součástí nejdelšího jeskynního systému v České republice – 35 km dlouhé Amatérské jeskyně.

## Fotogalerie

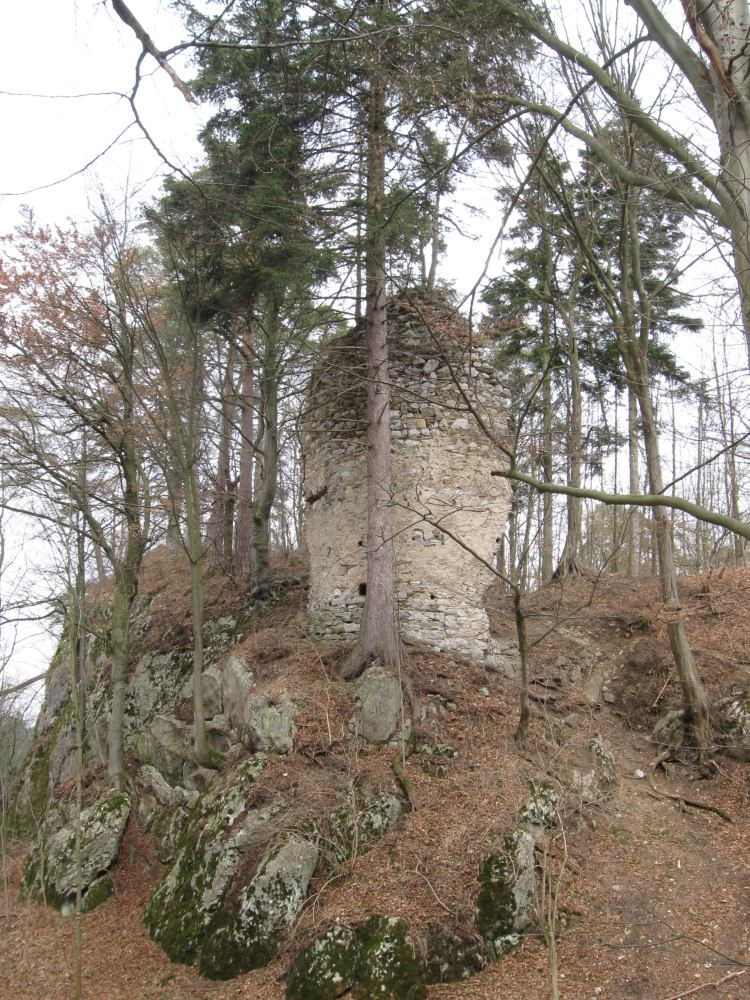
Hrad Holštejn
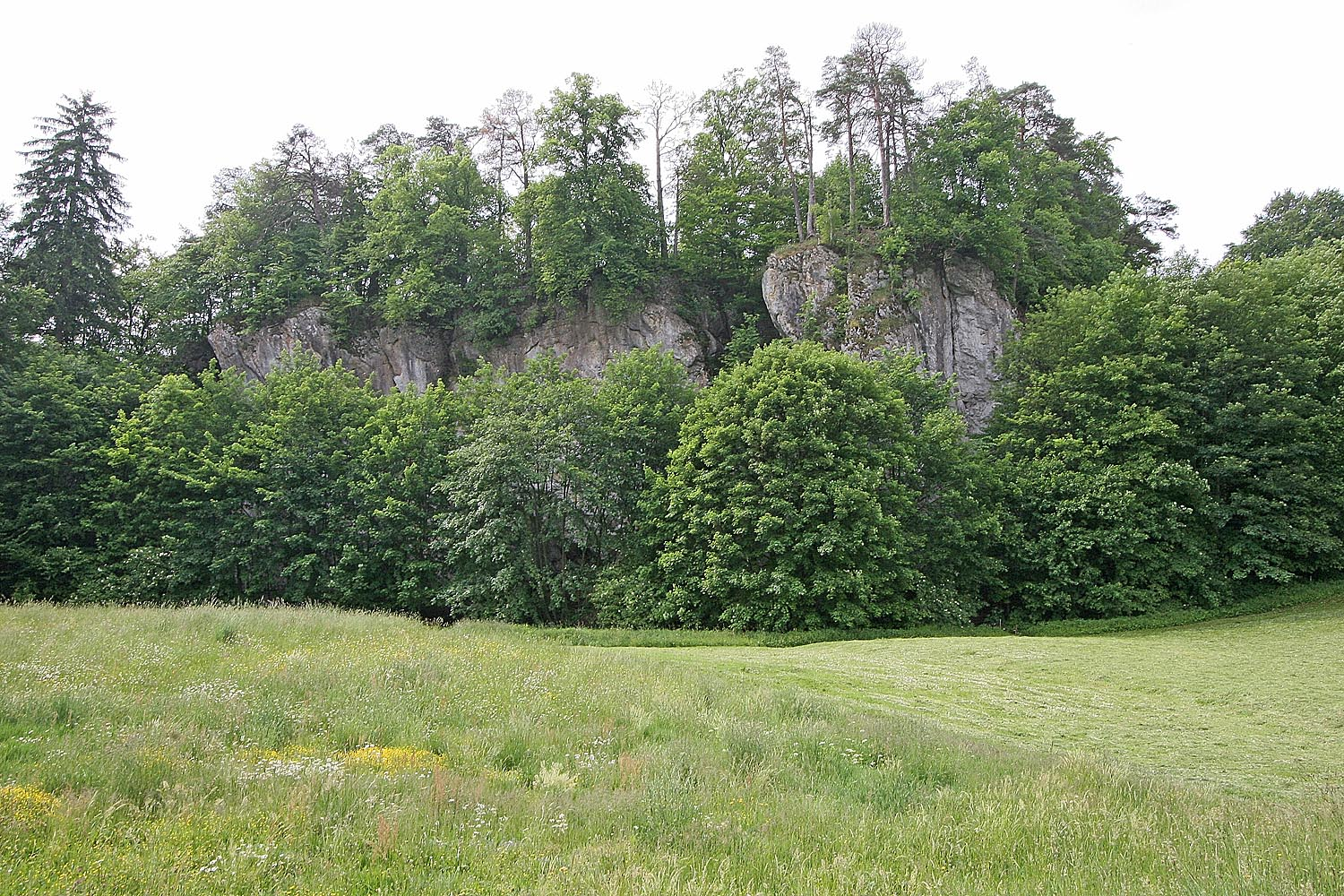
Skála se zbytky zříceniny hradu Holštejna
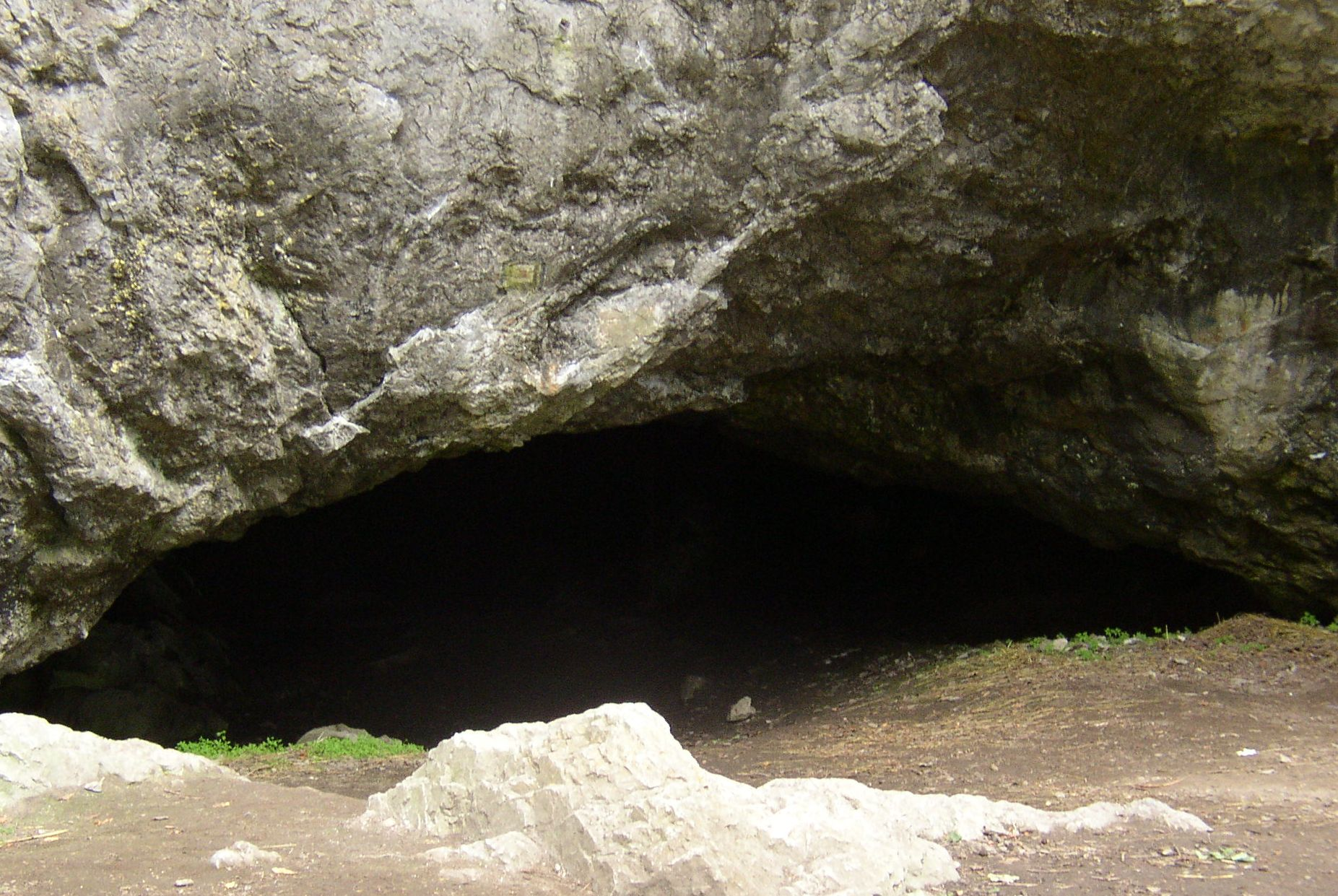
Vchod do volně přístupné jeskyně Lidomorna, nacházející se u paty skály s hradem Holštejn
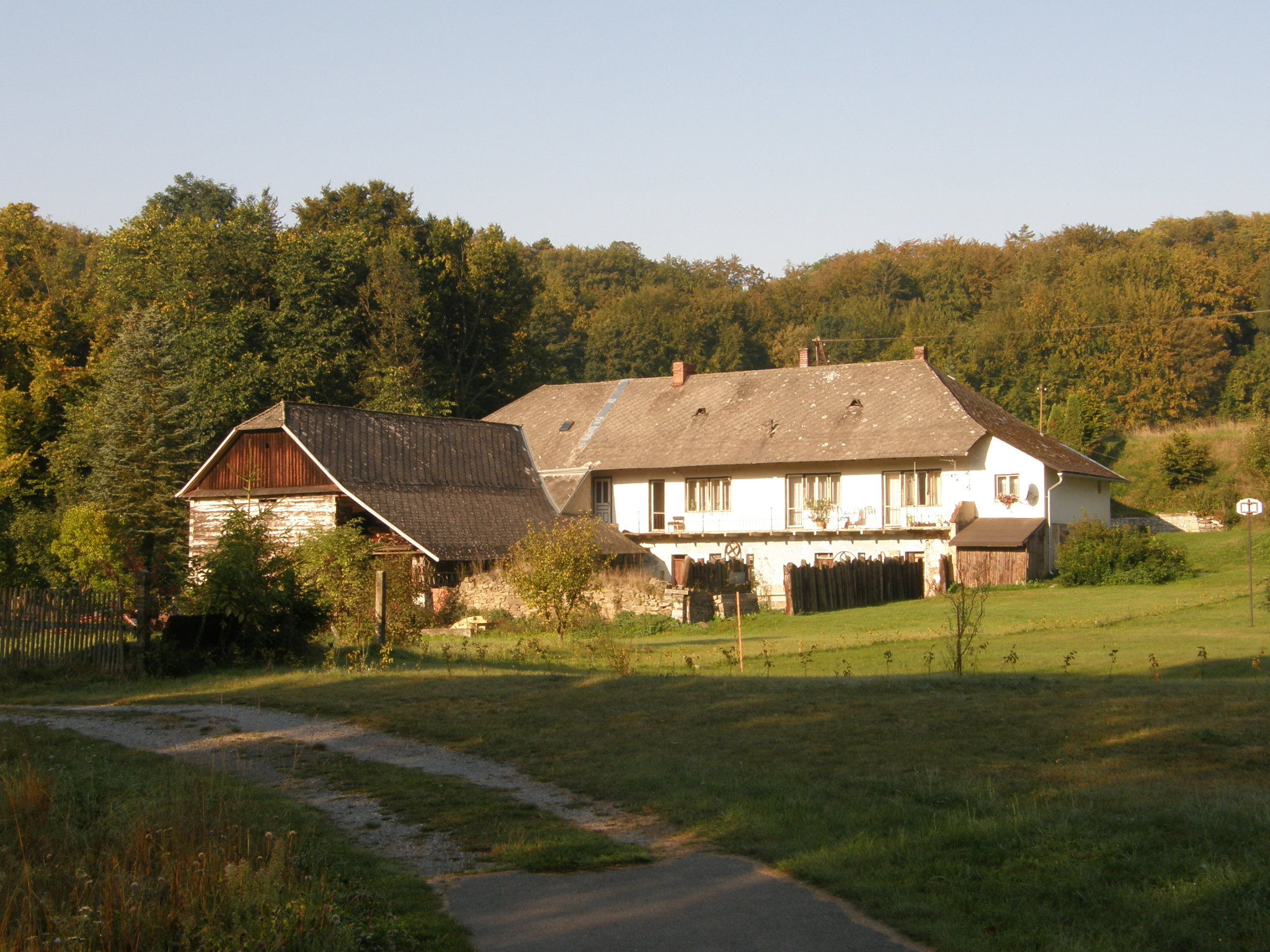
Zukalův mlýn v obci
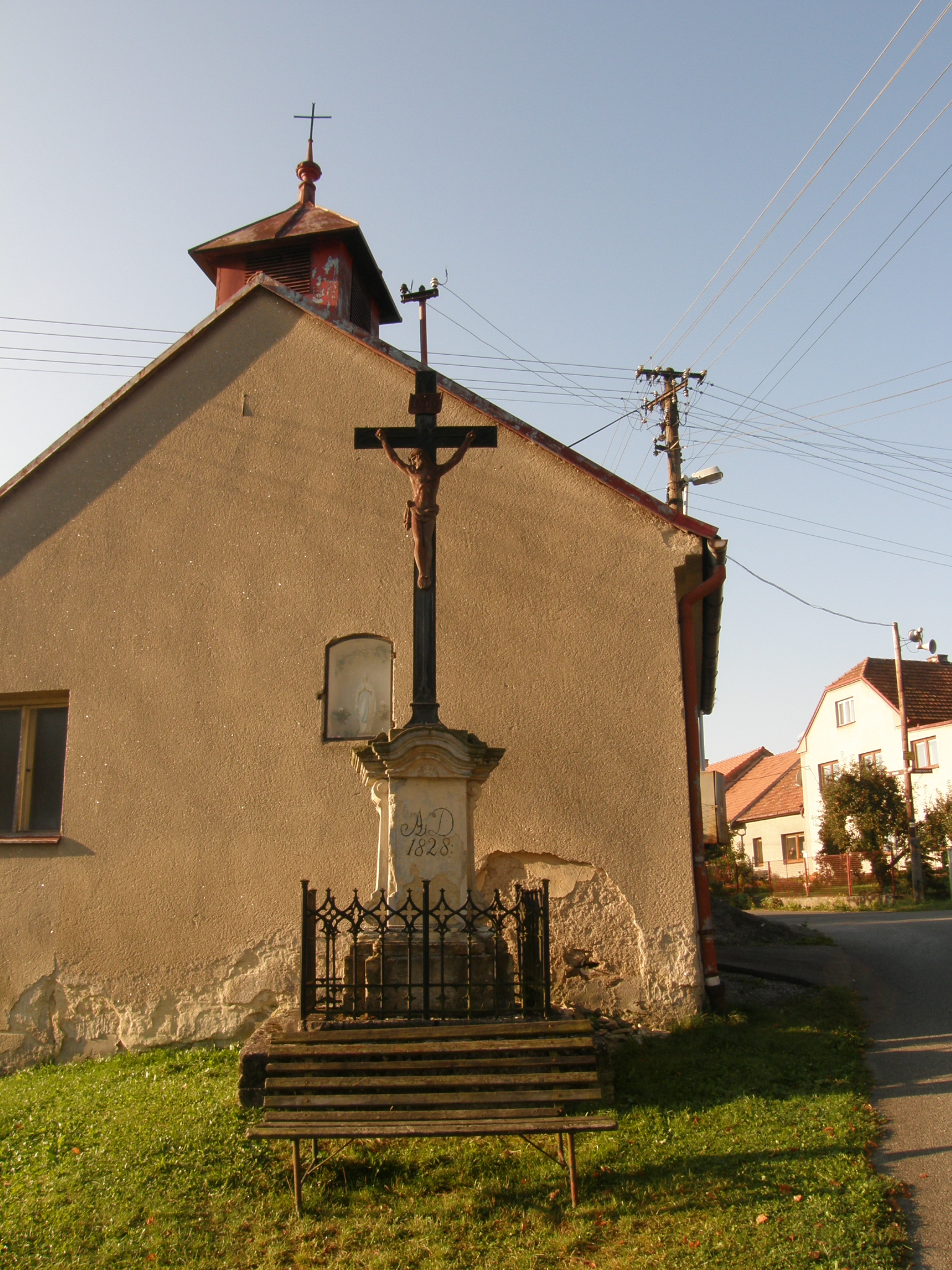
Kříž v obci
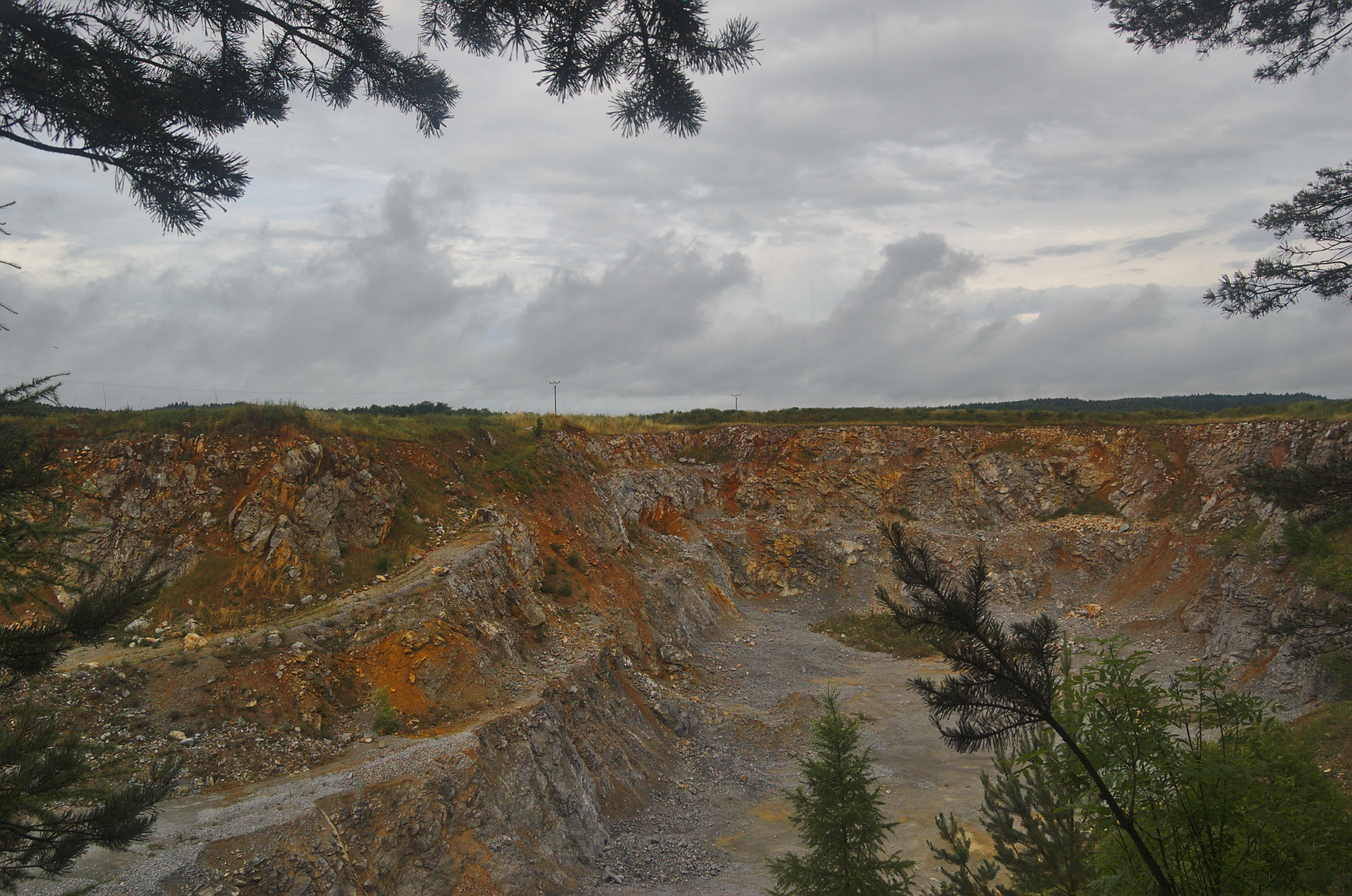
Lom Malá dohoda
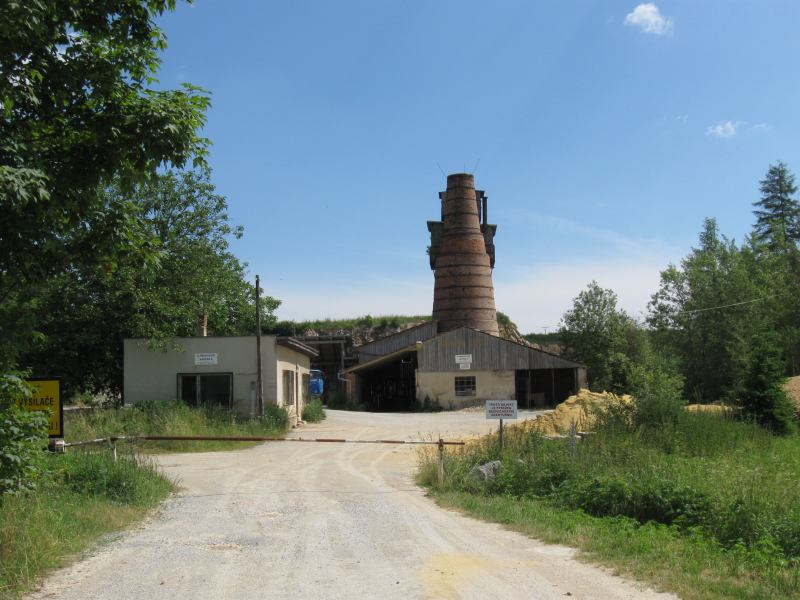
Vápenka Malá dohoda
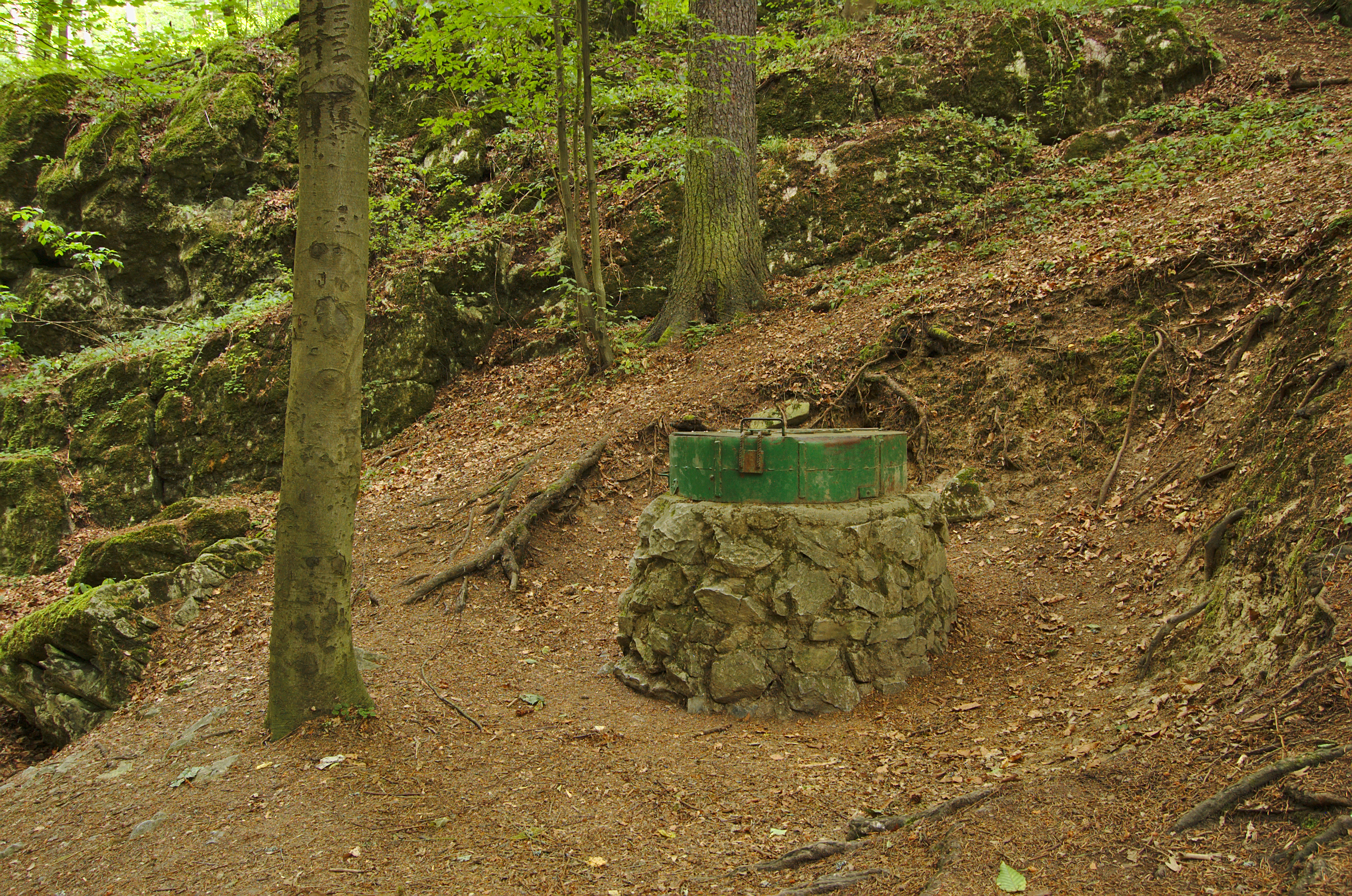
Vchod do jeskyně Piková dáma
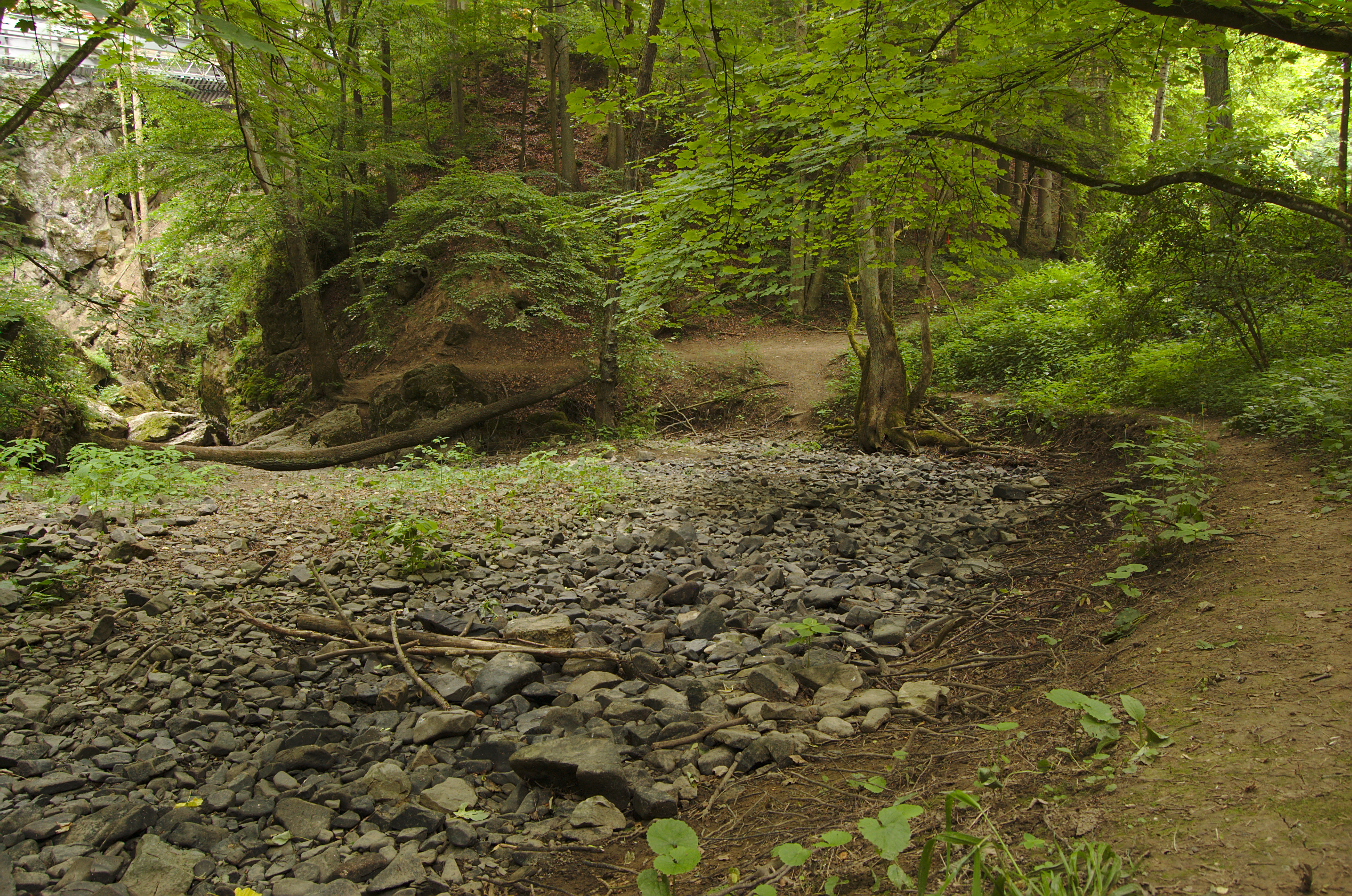
Vyschlé koryto potoka Bílá voda u propadání Nová rasovna
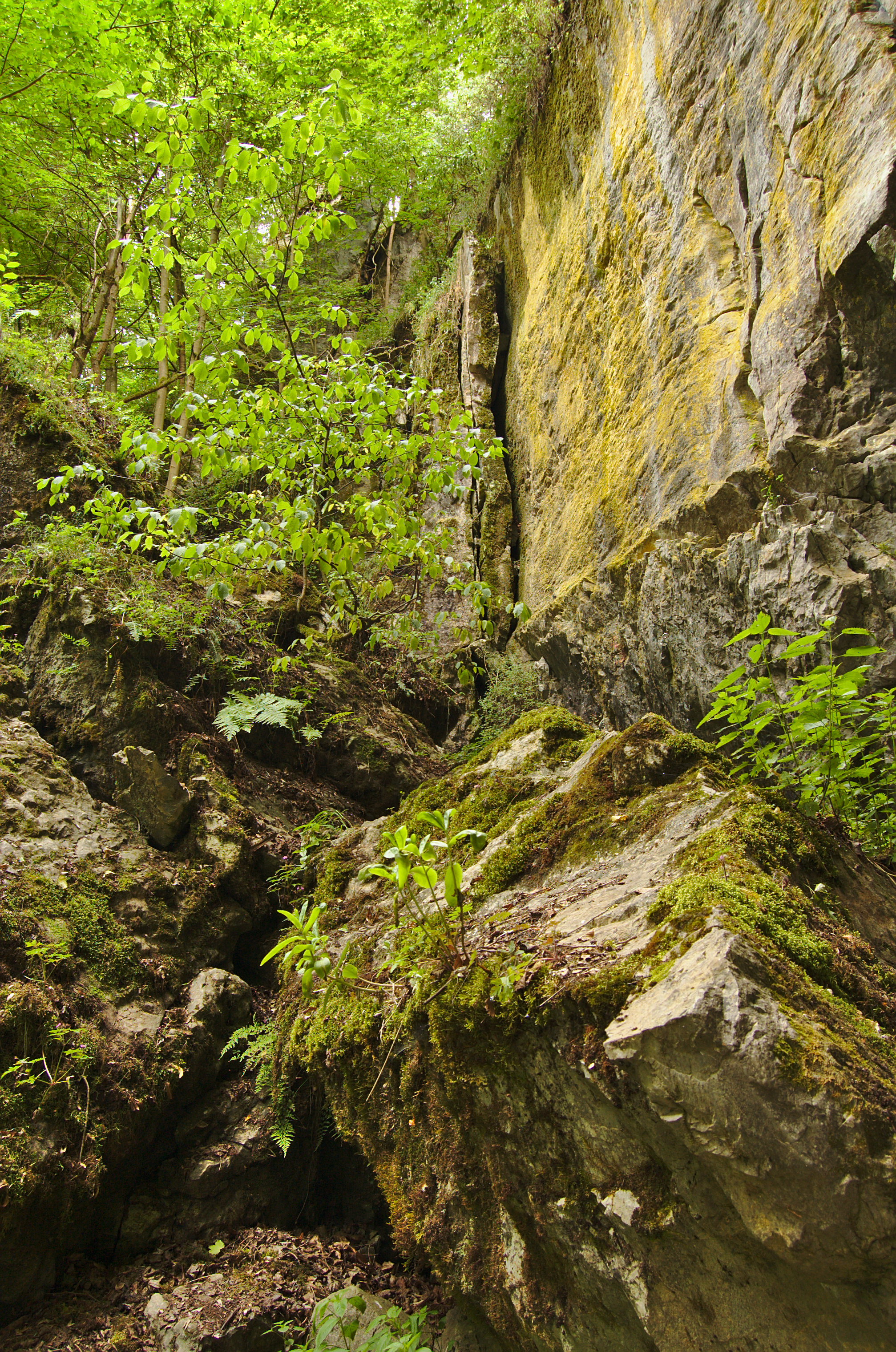
Stará rasovna